# Teichlmauke

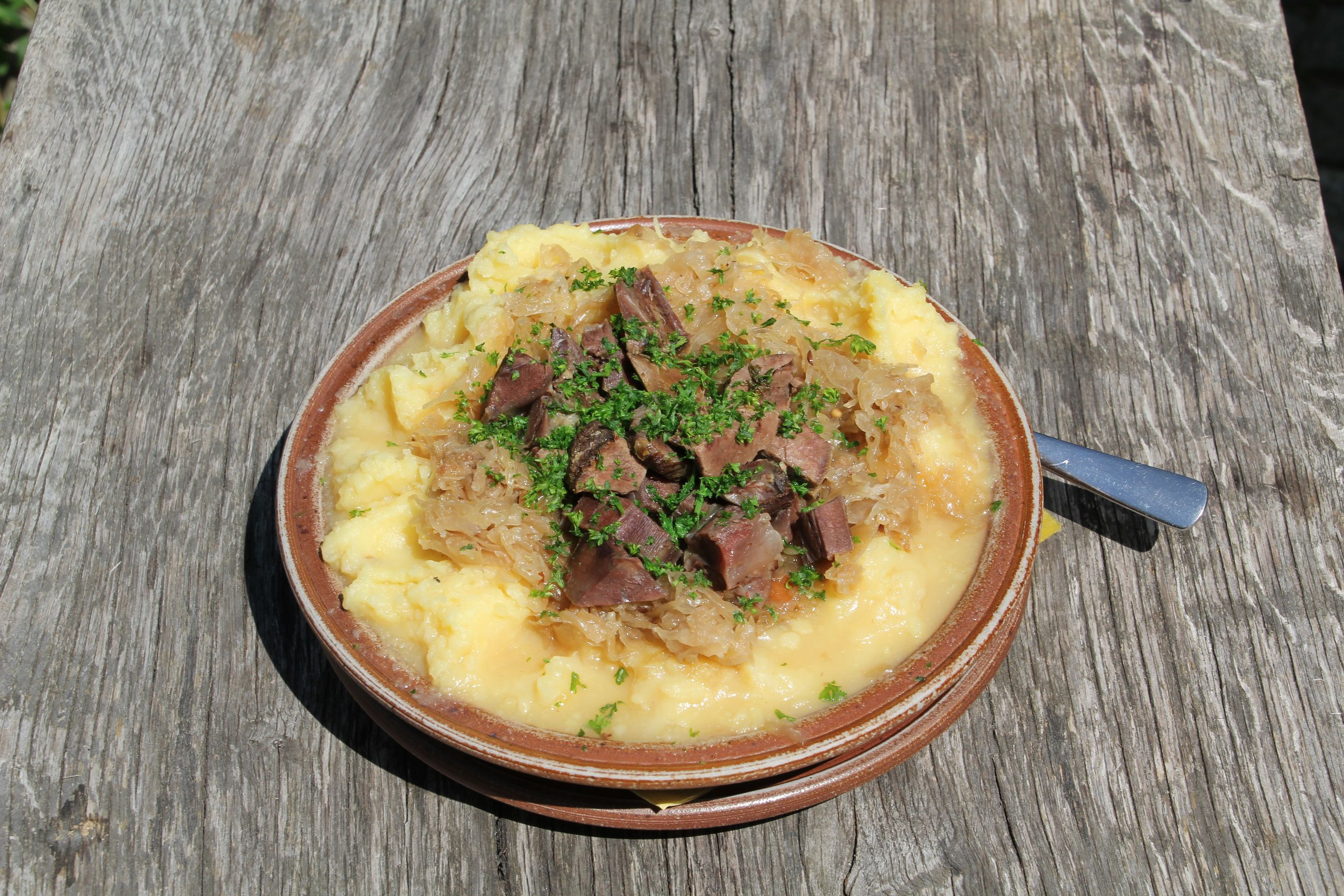
Teichlmauke

Teichlmauke, auch Timplmauke oder Titschlmauke, ist ein Oberlausitzer Gericht, welches besonders im Oberlausitzer Bergland bekannt ist.
Das Gericht besteht aus Kartoffelbrei (Oberlausitzer Mundart: „Abernmauke“ oder auch nur kurz „Mauke“), gekochtem Rindfleisch mit viel Brühe und Sauerkraut. Angerichtet wird das Ganze auf einem tiefen Teller. Auf diesen wird zuerst das kleingeschnittene Fleisch gegeben, ringsum kommt der Kartoffelbrei – also die Mauke –, so dass in der Mitte ein Loch bleibt. Dieses Loch wird dann wie ein Teich (verniedlicht ein „Teichl“) mit Brühe aufgefüllt. Zum Schluss wird um das Fleisch das Sauerkraut aufgetan.
Das Geheimnis liegt hierbei in der Zubereitung des Rindfleisches und der Brühe. Wichtige Zutaten sind dabei Rindfleisch (am besten von der Hochrippe), Markknochen, Suppengrün, Lorbeerblatt, Salz und Pfeffer.